# Korkeasaari (ö i Finland, Päijänne-Tavastland, Lahtis, lat 61,15, long 26,11)
Korkeasaari är en ö i Finland. Den ligger i sjön Konnivesi och i kommunen Heinola i den ekonomiska regionen  Lahtis ekonomiska region  och landskapet Päijänne-Tavastland, i den södra delen av landet, 130 km nordost om huvudstaden Helsingfors. Öns area är 0,8 hektar och dess största längd är 110 meter i öst-västlig riktning.